# 39890 Bobstephens
39890 Bobstephens è un asteroide della fascia principale. Scoperto nel 1998, presenta un'orbita caratterizzata da un semiasse maggiore pari a 2,5893564 UA e da un'eccentricità di 0,2185469, inclinata di 5,48886° rispetto all'eclittica.